# Андреас Діттмер
Андреас Діттмер  (нім. Andreas Dittmer, 16 квітня 1972) — німецький веслувальник, олімпійський чемпіон.

## Виступи на Олімпіадах
| Олімпіада    | Дисципліна                  | Місце     |
| ------------ | --------------------------- | --------- |
| Атланта 1996 | каное-двійка, 500 метрів    | 4         |
| Атланта 1996 | каное-двійка, 1000 метрів   | 1         |
| Сідней 2000  | каное-одиночка, 500 метрів  | 3         |
| Сідней 2000  | каное-одиночка, 1000 метрів | 1         |
| Афіни 2004   | каное-одиночка, 500 метрів  | 1         |
| Афіни 2004   | каное-одиночка, 1000 метрів | 2         |
| Пекін 2008   | каное-одиночка, 500 метрів  | 4 h2 r2/3 |
| Пекін 2008   | каное-одиночка, 1000 метрів | 8         |